# Conception II: Children of the Seven Stars
A Conception II: Children of the Seven Stars (CONCEPTIONII 七星の導きとマズルの悪夢; Hepburn: Konsepushon Tsū: Nanahoshi no Michibiki to Mazuru no Akumu, ’Fogantatás II: A hét csillag iránymutatása és Muzzle rémálma’) japán szerepjáték, melyet a Spike Chunsoft fejlesztett és az Atlus jelentett meg Nintendo 3DS és PlayStation Vita platformokra. A Children of the Seven Stars a Conception: Ore no kodomo vo undekure! utódja, ami ugyan nem jelent meg Japánon kívül, azonban a két játék között nincs folytonosság. A Conception II 2013. augusztus 22-én jelent meg Japánban, 2014. április 15-én Észak-Amerikában, illetve 2014. május 14-én Európában.

## Játékmenet
A Conception II egy szerepjáték körökre osztott csatákkal, melyek során a játékos egy középiskolai diákot irányít. A főszereplőnek kirívóan nagy mennyiségű éter van a testében, melynek köszönhetően csillaggyermekeket fogantathat az osztálytársaival, hogy társaságukban küzdjön meg a démonokkal. A csaták során a harcosokat stratégiailag el lehet helyezni az ellenfelek körül, így lehetőséget adva a játékosnak, hogy biztonságosan megtámadhassa az ellenlábasok gyenge pontjait vagy, hogy a nagyobb jutalom reményében szemtől szembe vegye fel a harcot.

## Cselekmény
A játék története Wake Archust, egy fiatal tizenéves fiút követ, aki egy olyan világban nő fel, ahol a démoni szörnyek folyamatos fenyegetést jelentenek a társadalom számára. Ezek a szörnyek az alkonyatkörökben (Dusk Circles) formálódnak, melyek több helyen is kialakultak a világban. Miután a szörnyek esküvője napján megölik Wake nővérét a fiú rájön, hogy a Csillagisten (Star God) jele van a kezén. Lelkesen elvállalja, hogy egy olyan iskolába járjon, ami a hozzá hasonló személyeket képzi ki, akik közül mindegyik tizenéves, mivel a jel eltűnik, amint elérik a felnőttkort. Kiderül, hogy Wake-nek különösképp nagy mennyiségű éter van a testében, melnyek köszönhetően nemcsak hogy beléphet az alkonyatkörökben lévő labirintusokba, de még csillagenergiát is használhat bennük, amiről korábban úgy gondolták, hogy nem lehetséges. Ennek eredményeként Wake-et „Isten ajándékaként” kezdik hívni és azonnal híressé válik az iskolában. Később arra is fény derül, hogy Wake-nek 100%-os esélye van arra, hogy a legnagyobb, S rangú lány diákokkal csillaggyermekeket hozzon létre, melyeket Wake és a főhősnő a szörnyek elleni csatákban használhat. Ezek a gyermekek az úgynevezett „classmating” folyamat során készülnek, amely során Wake és egy lány diák megérintik egymást, majd egy csillaggyermeket formálnak egy különleges matrjoska baba segítségével. A játék előrehaladtával a játékos számos, a főhősnőket érintő cselekményszálat követhet, így például azt melyben egy szellem kísérti a Fuuko sportcsapata által használt iskolai medencét vagy amelyikben Serina a magassága és fizikai fejlődésének visszamaradottsága miatti frusztrációját éli ki.
Ahogy Wake egyre több alkonyatkörön küzdi át magát Alec, Wake diáktársa és az iskola legkiemelkedőbb tanulója egyre inkább irigy lesz a fiú képességére, mivel egy csődtömegnek érzi magát, amiért ő nem tud a labirintusokban harcolni. Alec később szembesíti Wake-et azzal, hogy nem edz eleget, amit Wake azonnal el is ismer. Alec frusztrációját tovább tetézi, hogy miután megölt egy szörnyet az iskola területén észreveszi, hogy a szörny az iskola egyenruháját viselte. Úgy gondolják, hogy a diákok valamilyen módon szörnyekké változnak, valószínűleg az után, miután fogyasztanak a „trigger” elnevezésű narkotikumból, amitől elvileg hatékonyabban használhatnák a csillagenergiájukat. Annak ellenére, hogy néhány diáktársa kiközösíti ezért, sem Wake sem barátai nem hibáztatja Alecet a tetteiért, aki továbbra is Wake baráti riválisa marad. Alec személyes érzései a harcolás iránt egyre feszültebbé válnak, amit csak Ruby, az iskola tudományos laborjának vezetőjének felfedezése tud csillapítani, aki a korábbi alkonyatkörökben felfedezett kristályok segítségével módot talált arra, hogy a fiú is harcolhasson a labirintusokban.

### Megnyerések
A játéknak több megnyerése van attól függően, hogy a játékos melyik főhősnőt kíséri el a csillagfogantató fesztiválra a játék végén. Ha a játékos teljesített bizonyos feltételeket, köztük megnyitotta az összes főhősnő megnyerését, akkor megnyithatja a hárem befejezést. A játékosnak lehetősége van arra, hogy nem választ főhősnőt, így egy olyan jelenetet nyit meg, melyben Wake Chlotzcal és Lucével lazít.
- Fuuko: Fuuko megnyerésében a lány elmélkedik Mary, az akadémia medencéjében ragadt szellemmel való kapcsolatáról, illetve a játék cselekményéről egészében, mivel az átéltek nélkül csak egy egyszerű tizenéves lány lenne. Wake elmondja Fuukónak, hogy ő sosem tekintett rá egy hétköznapi lányként és, hogy szeretné vele eltölteni az életét. Évekkel később összeházasodnak és születik egy lányuk.
- Feene: Feene megnyerésében Wake elkíséri őt a fesztiválra, ahol Feene arra kéri, hogy készítsen fényképet arról, amiről csak akar, amivel legtöbbet törődik. Wake elmondja Feenenek, hogy élete végéig csak róla akar fényképeket készíteni, ami igencsak meglepi Feenet. Elfogadja Wake javaslatát, majd visszautaznak Feene szülővárosába, ahol összeházasodnak.
- Narika: Narika a megnyerésében láthatóan meglepődik, amikor Wake őt választja partnerének, mivel sosem tekintett magára valódi jelöltként. Buzgón elfogadja a felkérést és átöltözik egy saját maga által tervezett és megvarrt ruhába. Néhány hónappal az iskola elvégzése után Wake és Narika a Világbéke tanácsban szolgál, ahol a lány magabiztosan kezeli a közönséget különböző ügyek fölött.
- Torri: Torri a megnyerésében Wake-kel megy a fesztiválra, ahol az energiáik egyesítésével beteljesítik Torri repülés iránti vágyát. A repülőút alatt Wake megígéri, hogy mindig Torrival lesz akármerre is viszi az útja.
- Chloe: Chloe a megnyerésében Wake-kel otthagyja a fesztivált, hogy elmenjenek egy „Curaokéba” (a karaoke egy speciális formája, melyben csillagenergiát használnak), ahol elmondja, hogy feladta az énekesi pályafutását. Átöltözik tanulói egyenruhába, mivel túl korán fejezte be az iskolát ahhoz, hogy azt sokáig hordhatta volna. Wake rábeszéli Chloét, hogy térjen vissza az énekesi pályafutásához, majd a lány előad egy saját szerzeményű szerelmes dalt.
- Ellie: Ellie megnyerésében Wake akkor fut össze vele, amikor az készülődik visszatérni a templomba anélkül, hogy elbúcsúzott volna Wake-től, mivel az meggyengítené a visszatérésről tett döntését. Wake elmondja neki, hogy munkát kapott a templomban, így vele maradhat. Ez kissé megrémíti, mivel így eretnekeket kell hatástalanítania, de Wake megnyugtatja, hogy ő ezt akarja. A páros később egymás oldalán harcol, ahol Ellie megkérdőjelezi, hogy amit csinál valóban helyes e vagy sem, majd eldönti, hogy ez az ami neki helyes.
- Serina: Serina a megnyerésében gyorsan elfogadja Wake meghívását, de segítségét kéri egy átalakító varázslat használatában, hogy magasabb, formásabb alakot ölthessen. Wake beleegyezik, de Serina átalakulás helyett megcsókolja és elmondja neki, hogy nincs szüksége varázslatra, hogy magabiztosnak érezze magát. Három hónappal később Serina egy családi kávézót vezet Wake társaságában, míg nővére egy vidámparkot felügyel.
- Hárem: a hárem megnyerésben Wake úgy dönt, hogy az összes főhősnőt meghívja a fesztiválra, mivel tudja, hogy ha választana közülük egyet az felzaklatná a többit. A lányok egymással beszélgetnek és mind beismerik, hogy Wake elhívta őket, hogy velük töltsék a napot. Azt is beismerik, hogy tudták, hogy Wake mindannyiukkal foglalkozik egyszerre, de úgy határoztak, hogy nem szólnak ez ügyben, mivel úgy érezték, hogy nem tehetnek ellene semmit, mivel szoros kapcsolatok szükségesek az erős csillaggyermekek létrehozásához és mivel Wake nem azért csinálta ezt, mert képmutató lenne. Wake díszes ruhákba öltözve találja társait, akik arra szólítják fel, hogy válasszon közülük egyet. Később Wake az összes főhősnő társaságában meglátogatja egymás szülővárosát, illetve segítenek Ellie-nek az eretnekek semlegesítésében.

## Szereplők
Wake (ウェイク; Hepburn: Weiku)
Wake egy tizenéves fiú, aki azzal a szándékkal utazott az Akadémiához, hogy segítsen a világot fenyegető szörnyek elleni harcban. Jellemét az hajtja, hogy látta, ahogy a nővérét esküvője napján szétmarcangolják a szörnyek. Wake hangját Tojonaga Tosijuki kölcsönzi a játék japán változatában.
Fuuko (フウコ; Hepburn: Fūko)
Fuuko egy rózsaszín hajú lány élénk természettel. Csatlakozik az iskola úszócsapatához és a személyes történetvonalában kapcsolatba lép egy egykori lány diák szellemével, aki akkor halt meg, amikor megpróbált elpusztítani egy vízalatti szörnyfészket. Választható szereplő a labirintusokba való harcokhoz, illetve csillaggyermekek nemzéséhez. Fuuko hangját Lynn kölcsönzi a játék japán változatában.
Narika (ナリカ)
Narika egy félénk, csendes lány, aki az osztály képviselőjének szerepét tölti be. Személyes történetvonala alacsony önértékeléséből fakadó félelme és látszólagos nyilvánosság előtti beszédképtelensége körül forog. Választható szereplő a labirintusokba való harcokhoz, illetve csillaggyermekek nemzéséhez. Narika hangját Gotó Szaori kölcsönzi a játék japán változatában.
Serina (セリナ)
Serina egy idősebb lány diák, aki úgy néz ki mintha korai tizenéves lenne. Idősebb, mint Wake vagy a legtöbb lány szereplő, és gyakran frusztrálja a fiatalos kinézete. A történetvonalában küszködik saját önképével, mivel nem szereti, hogy gyereknek néz ki és gyakran akként is kezelik. Választható szereplő a labirintusokba való harcokhoz, illetve csillaggyermekek nemzéséhez. Serina hangját Mizuhasi Kaori kölcsönzi a játék japán változatában.
Chloe (クロエ; Hepburn: Kuroe)
Chloe egy tizenéves lány, aki tanárként dolgozik az Akadémián, mivel eszessége miatt korán befejezte az iskolát. Chlotz, a főszereplő egyik barátjának nővére. A történetvonalában énekesi és DJ-i mellékkarrierre törekszik, de felzaklatja az ezzel járó problémák és zavarok. Választható szereplő a labirintusokba való harcokhoz, illetve csillaggyermekek nemzéséhez. Chloe hangját Szató Szatomi kölcsönzi a játék japán változatában.
Torri (トーリ; Hepburn: Tōri)
Torri egy tizenéves lány diák fekete-fehér hajjal. Kifejezetten különcnek mutatja magát és a személyes történetvonala a többi ember közé való beilleszkedésének nehézségeit mutatja be. Választható szereplő a labirintusokba való harcokhoz, illetve csillaggyermekek nemzéséhez. Torri hangját Kadovaki Mai kölcsönzi a játék japán változatában.
Ellie (エリィ; Hepburn: Eryi)
Ellie egy lány diák, aki a templomnak dolgozik. Wake-kel már gyermekkorában megismerkedett, bár kezdetben nem emlékszik találkozásukra, amely során szörnyek támadtak rájuk. Választható szereplő a labirintusokba való harcokhoz, illetve csillaggyermekek nemzéséhez. Ellie hangját Isze Marija kölcsönzi a játék japán változatában.
Feene (フィーネ; Hepburn: Fīne)
Feene egy lány diák, aki a játék elején mutatnak be, azonban csak a játék közepe tájékán lesz játszható. Elismert harcos, aki nagy érdeklődést mutat a fényképészet iránt. Történetvonala a fényképészet iránti érdeklődését mutatja be. Választható szereplő a labirintusokba való harcokhoz, illetve csillaggyermekek nemzéséhez. Feene hangját Erin Fitzgerald kölcsönzi a játék angol, míg Isiguro Csihiro a japán változatában.
Alec (アレック; Hepburn: Arekku)
Alec az Akadémia egyik fiú diákja, akit a játék kezdeti történetszála a külvilág felé hideg szereplőnek mutat be, ami a játék előrehaladtával valótlannak bizonyul. Rendkívül motivált, ami kezdetben feszültséget szít közte és a főszereplő között. Alec hangját Szugijama Noriaki kölcsönzi a játék japán változatában.
Chlotz (クロツグ; Hepburn: Kurotsugu)
Chlotz ugyanannyi idős, mint a főszereplő, Chloe öccse. A játékban az Akadémia laborjában dolgozik, ahol számos „classmanting”-et, fiú tanulók közötti csillaggyermek nemzést érintő kísérletben vesz részt. Szerelmes Luce nevű diáktársába, ami kezdetben viszonzatlanul marad, mivel a lány Alecbe szerelmes. Chlotz hangját Kimura Rjóhei kölcsönzi a játék japán változatában.

## Fejlesztés
A Conception II-t először 2013 márciusában jelentették be a 2012 áprilisában megjelent eredeti Conception játék folytatásaként. Amíg az eredeti játék PlayStation Portable kézikonzolon volt elérhető, addig az utódját Nintendo 3DS és PlayStation Vita platformokra jelentették be. A játék története a fejlesztők elmondása szerint körülbelül kétszer olyan hosszú mint az eredeti játéké volt. A Conception II 2013. augusztus 22-én jelent meg Japánban, de két hónappal korábban, június elején egy játszható demót is kiadtak.
Az Atlus 2013. november 19-én jelentette be a játék angol nyelvű lokalizációját, 2014 elejei kiadási dátummal. Egy héttel korábban a cég egy titokzatos ultrahang-feltvételt tartalmazó kedvcsináló weboldallal utalt a játék bejelentésére. A játék angol nyelvű címe Conception II: Children of the Seven Stars lett. Ugyan az eredeti Conceptiont nem fordították le angol nyelvre a 2012 április PlayStation Portable-ös megjelenése után, azonban a két játék története nem kapcsolódik egymáshoz, biztosítva, hogy a nyugati közönség különálló címként élvezhesse a játékot.
Számos letölthető tartalom, legyen az ingyenes vagy fizetős, jelent meg a játékhoz, köztük csaták a Danganronpa sorozat Monokumájával. Az Atlus 2014 áprilisa és májusa között jelentette meg ezen letölthető tartalmakat Észak-Amerikában és Európában.

## Fogadtatás
| Összegzőoldal | Értékelés                  |
| ------------- | -------------------------- |
| GameRankings  | (Vita) 64% (3DS) 65%       |
| Metacritic    | (Vita) 62/100 (3DS) 62/100 |

| Szerző                | Értékelés |
| --------------------- | --------- |
| Destructoid           | 7,5/10    |
| EGM                   | 7,5/10    |
| Famicú                | 34/40     |
| Game Informer         | 6/10      |
| GameSpot              | 5/10      |
| Joystiq               | [ 26 ]    |
| Nintendo Life         | 8/10      |
| Nintendo World Report | 6/10      |
| Polygon               | 4/10      |

A Conception II kritikai fogadtatása megosztott volt. Számos tesztelő negatív fényben hasonlította a játékot a Persona sorozathoz, a Game Informer szaklap megjegyezte, hogy amíg a Personában a problémák fontosnak érződtek, addig a Conception II problémái „nevetségesen felszínesnek” érződtek. Az Electronic Gaming Monthly írói is megosztott véleménnyel voltak a játékról, mivel úgy érezték, hogy a harcok tekintetében ugyan van egy „Personaszerű addiktív minősége”, azonban nem kifejezetten élvezték a játék randiszimulációs elemeit a főhősnők közötti interakciók felszínessége miatt. A Joystiq kritizálta a játék repetitívebb elemeit és megjegyezte, hogy a különböző csillaggyermekek szintlépéséhez elengedhetetlen a labirintusok ismételt megtisztítása, de a játék egészét is középszerűnek érezték.
Ezzel szemben a japán Famicú magazin a 3DS és a Vita verziót is magas pontszámmal értékelte, valamint a NintendoLife is megjegyezte, hogy „a Conception II a szórakoztató szereplőivel, az egyedi és magával ragadó harcaival, az aranyos központi ötletével és az ellenállhatatlanul menő zenei anyagával egy JRPG örömcsomag.”

### Eladások
Japánban a Conception II-ből megjelenésének hetében 20 000 példány kelt el PlayStation Vitára, ezzel a hét ötödik legsikeresebb játéka lett, illetve még további 5 000 példány fogyott Nintendo 3DS-re, amivel a tizenhatodik helyet érte el a heti eladási listán. A Spike Chunsoft hasonló eredményre számított, mivel a Vita-verzióból kétszer annyi példányt szállítottak le. A játék összesített 25 000 példányos első heti eladása nem sokkal maradt el az eredeti játék 30 000 példányos nyitóhetétől.

## Fordítás
- Ez a szócikk részben vagy egészben  a   Conception II: Children of the Seven Stars című angol Wikipédia-szócikk ezen változatának fordításán alapul.  Az eredeti cikk szerkesztőit annak laptörténete sorolja fel. Ez a jelzés csupán a megfogalmazás eredetét és a szerzői jogokat jelzi, nem szolgál a cikkben szereplő információk forrásmegjelöléseként.